# OR6C2
Olfaktorni receptor 6C2 je protein koji je kod ljudi kodiran OR6C2 genom.
Olfaktorni receptori formiraju interakcije sa molekulima mirisa u nosu, čime se inicira neuronski respons koji izaziva percepciju mirisa. Oni su odgovorni za prepoznavanje i G proteinima posredovanu transdukciju mirisnih signala. Proteini olfaktornih receptora su članovi velike familije G protein spregnutih receptora (GPCR). Poput mnogih receptora za neurotransmitere i hormone, olfaktorni receptori imaju strukturu 7-transmembranskog domena. Oni su kodirani genima sa jednim eksonom. Geni olfaktornih receptora su najveća familija genoma. Nomenklatura gena i proteina olfaktornih receptora je nezavisna od drugih organizama.

## Literatura
- Rouquier S, Blancher A, Giorgi D (2000). „The olfactory receptor gene repertoire in primates and mouse: Evidence for reduction of the functional fraction in primates”. Proc. Natl. Acad. Sci. U.S.A. 97 (6): 2870—4. PMC 16022 . PMID 10706615. doi:10.1073/pnas.040580197.
- Scherer SE; Muzny DM; Buhay CJ;  . (2006). „The finished DNA sequence of human chromosome 12”. Nature. 440 (7082): 346—51. PMID 16541075. doi:10.1038/nature04569.

## Spoljašnje veze
- OR6C2+protein,+human на 